# Dani Raba
Daniel Raba Antolín (Santander, Cantabria, 29 de octubre de 1995), conocido como Dani Raba, es un futbolista español. Juega de delantero y su equipo es el Valencia C. F. de la Primera División de España. Su padre es Rabaribony, ex -futbolista profesional. Actualmente hace tríos con los hermanos Torreño. 

## Trayectoria
Nacido en Santander, su primer equipo fue el C. D. Calasanz de Santander. Más tarde formó parte del Bansander cántabro con el que jugó en el equipo juvenil, más tarde ascendido a jugar con el Atlético Albericia. En 2014 ficha por el Villarreal Club de Fútbol que lo compró para su equipo C.
Con el tercer equipo amarillo debutó el 30 de agosto sustituyendo a Mario González en una derrota por 1-3 frente al Club Deportivo Castellón en la Tercera División.
En 2016 debutó con el Villarreal Club de Fútbol "B" sustituyendo a Alfonso Pedraza en un partido de la Segunda División B ante el Real Club Deportivo Español "B".
El 25 de octubre de 2017 debutó con el primer equipo, en la Copa del Rey contra la Sociedad Deportiva Ponferradina, y debutó en Primera División el 5 de noviembre en una victoria por 2-0 frente al Málaga Club de Fútbol. El 23 de noviembre se estrenó como goleador con el primer equipo,  en la victoria del Villarreal por 3-2 frente al Football Club Astana en la Liga Europa de la UEFA 2017-18. Diez días después marcó su primer gol en Liga, en la derrota del Villarreal por 3-1 frente al Club Deportivo Leganés. El 10 de diciembre fue expulsado por primera vez en su carrera, tras realizar una dura entrada sobre Sergio Busquets en un Villarreal C. F.-F. C. Barcelona, que acabó con un 0-2 favorable a los azulgranas.
El 5 de agosto de 2019 la Sociedad Deportiva Huesca logró su cesión por una temporada. Regresó a Villarreal tras la misma y se mantuvo en el club hasta el 31 de enero de 2022, día en el que llegó a un acuerdo para la rescisión de su contrato.
El 2 de febrero de 2022 se hizo oficial su fichaje por el Granada C. F. para lo que restaba de campaña. Una vez esta terminó se unió al C. D. Leganés para las dos siguientes. En la segunda de ellas consiguieron ascender a Primera División y en junio de 2024 renovó por una temporada más. En esta anotó nueve goles y dio cinco asistencias.
El 5 de junio de 2025 se anunció su incorporación al Valencia C. F. por dos temporadas a partir del siguiente 1 de julio.

## Estadísticas

### Clubes
Actualizado al último partido disputado el 24 de mayo de 2025.
| Club | Div.          | Temporada     | Liga  | Liga  | Copas nacionales(1) | Copas nacionales(1) | Copas internacionales(2) | Copas internacionales(2) | Total | Total |
| Club | Div.          | Temporada     | Part. | Goles | Part.               | Goles               | Part.                    | Goles                    | Part. | Goles |
| --- | ------------- | ------------- | ----- | ----- | ------------------- | ------------------- | ------------------------ | ------------------------ | ----- | ----- |
| Villarreal C. F. "C" · España | 3.ª           | 2014-15       | 29    | 3     | —                   | —                   | —                        | —                        | 29    | 3     |
| Villarreal C. F. "C" · España | 3.ª           | 2015-16       | 25    | 6     | —                   | —                   | —                        | —                        | 25    | 6     |
| Villarreal C. F. "C" · España | Total club    | Total club    | 54    | 9     | 0                   | 0                   | 0                        | 0                        | 54    | 9     |
| Villarreal C. F. "B" · España | 2.ª B         | 2015-16       | 1     | 0     | —                   | —                   | —                        | —                        | 1     | 0     |
| Villarreal C. F. "B" · España | 2.ª B         | 2016-17       | 20    | 1     | —                   | —                   | —                        | —                        | 20    | 1     |
| Villarreal C. F. "B" · España | 2.ª B         | 2017-18       | 18    | 5     | —                   | —                   | —                        | —                        | 18    | 5     |
| Villarreal C. F. "B" · España | Total club    | Total club    | 39    | 6     | 0                   | 0                   | 0                        | 0                        | 39    | 6     |
| Villarreal C. F. · España | 1.ª           | 2017-18       | 21    | 2     | 4                   | 1                   | 4                        | 1                        | 29    | 4     |
| Villarreal C. F. · España | 1.ª           | 2018-19       | 8     | 0     | 4                   | 1                   | 5                        | 1                        | 17    | 2     |
| S. D. Huesca · España | 2.ª           | 2019-20       | 23    | 4     | 1                   | 1                   | —                        | —                        | 24    | 5     |
| S. D. Huesca · España | Total club    | Total club    | 23    | 4     | 1                   | 1                   | 0                        | 0                        | 24    | 5     |
| Villarreal C. F. · España | 1.ª           | 2020-21       | 5     | 0     | 4                   | 1                   | 2                        | 0                        | 11    | 1     |
| Villarreal C. F. · España | 1.ª           | 2021-22       | 7     | 0     | 3                   | 1                   | 2                        | 0                        | 12    | 1     |
| Villarreal C. F. · España | Total club    | Total club    | 41    | 2     | 15                  | 5                   | 13                       | 2                        | 69    | 8     |
| Granada C. F. · España | 1.ª           | 2021-22       | 2     | 0     | —                   | —                   | —                        | —                        | 2     | 0     |
| Granada C. F. · España | Total club    | Total club    | 2     | 0     | 0                   | 0                   | 0                        | 0                        | 2     | 0     |
| C. D. Leganés · España | 2.ª           | 2022-23       | 31    | 4     | 1                   | 0                   | —                        | —                        | 32    | 4     |
| C. D. Leganés · España | 2.ª           | 2023-24       | 34    | 8     | 0                   | 0                   | —                        | —                        | 34    | 8     |
| C. D. Leganés · España | 1.ª           | 2024-25       | 29    | 8     | 4                   | 1                   | —                        | —                        | 33    | 9     |
| C. D. Leganés · España | Total club    | Total club    | 94    | 20    | 5                   | 1                   | 0                        | 0                        | 99    | 21    |
| Valencia C. F. · España | 1.ª           | 2025-26       | 0     | 0     | 0                   | 0                   | —                        | —                        | 0     | 0     |
| Valencia C. F. · España | Total club    | Total club    | 0     | 0     | 0                   | 0                   | 0                        | 0                        | 0     | 0     |
| Total carrera | Total carrera | Total carrera | 253   | 41    | 21                  | 6                   | 13                       | 2                        | 287   | 49    |
| (1) Incluye datos de la Copa del Rey. (2) Incluye datos de la Liga de Campeones de la UEFA, Liga Europa de la UEFA y Supercopa de Europa. |               |               |       |       |                     |                     |                          |                          |       |       |

## Palmarés

### Campeonatos nacionales
| Título           | Club          | País   | Año  |
| ---------------- | ------------- | ------ | ---- |
| Segunda División | C. D. Leganés | España | 2024 |

### Campeonatos internacionales
| Título                 | Club             | País   | Año  |
| ---------------------- | ---------------- | ------ | ---- |
| Liga Europa de la UEFA | Villarreal C. F. | Gdansk | 2021 |